# ساتومی توشی‌هیرو
ساتومی توشی‌هیرو ((به ژاپنی: 里見 義弘 Satomi Yoshihiro); ۱ ژانویهٔ ۱۵۳۰ – ۵ ژوئیهٔ ۱۵۷۸) از خاندان ساتومی سامورایی دایمیوی ولایت آوا در دوره سنگوکو در ژاپن بود. وی با خاندان هوجوی اخیر جنگید. وی در سال ۱۵۶۴ در برابر هوجو اوجی‌یاسو شکست خورد.